# Triclema hades
Triclema hades är en fjärilsart som beskrevs av Bethune-Baker 1910. Triclema hades ingår i släktet Triclema och familjen juvelvingar. Inga underarter finns listade i Catalogue of Life.